# Gran Premio d'Italia 2004
Il Gran Premio d'Italia 2004 fu una gara di Formula 1, svoltosi il 12 settembre 2004 all'Autodromo nazionale di Monza. Quindicesima prova del campionato mondiale 2004 vide la vittoria di Rubens Barrichello su Ferrari, precedendo l'altra Ferrari del Campione del Mondo Michael Schumacher e al terzo posto arrivò Jenson Button con la sua Bar. Inoltre fu l'ultima gara per il pilota italiano Giorgio Pantano che verrà sostituito da Timo Glock per le ultime tre gare.

## Prove
Nella prima sessione del venerdì si è avuta questa situazione:
| Pos | Nome               | Squadra/Motore | Tempo    |
| --- | ------------------ | -------------- | -------- |
| 1   | Michael Schumacher | Ferrari        | 1:20.526 |
| 2   | Rubens Barrichello | Ferrari        | 1:20.861 |
| 3   | Anthony Davidson   | BAR-Honda      | 1:20.902 |

Nella seconda sessione del venerdì, si è avuta questa situazione:
| Pos | Nome               | Squadra/Motore   | Tempo    |
| --- | ------------------ | ---------------- | -------- |
| 1   | Kimi Räikkönen     | McLaren-Mercedes | 1:20.846 |
| 2   | Rubens Barrichello | Ferrari          | 1:20.899 |
| 3   | Michael Schumacher | Ferrari          | 1:21.080 |

Nella prima sessione del sabato , si è avuta questa situazione:
| Pos | Nome               | Squadra/Motore | Tempo    |
| --- | ------------------ | -------------- | -------- |
| 1   | Juan Pablo Montoya | Williams-BMW   | 1:21.700 |
| 2   | Fernando Alonso    | Renault        | 1:21.705 |
| 3   | Antônio Pizzonia   | Williams-BMW   | 1:21.723 |

Nella seconda sessione del sabato, si è avuta questa situazione:
| Pos | Nome               | Squadra/Motore | Tempo    |
| --- | ------------------ | -------------- | -------- |
| 1   | Rubens Barrichello | Ferrari        | 1:20.555 |
| 2   | Juan Pablo Montoya | Williams-BMW   | 1:20.653 |
| 3   | Jenson Button      | BAR-Honda      | 1:20.734 |

## Qualifiche
Le qualifiche vedono Barrichello concludere in pole position seguito da Montoya che chiude a mezzo secondo di distacco, dopo una seconda fila che vede Schumacher ed Alonso, la terza fila è completamente occupata dalle due BAR di Sato e Button, deludente Raikkonen solo settimo affiancato da Pizzonia, chiudono la top ten Trulli e Coulthard.
| Pos | N. | Pilota               | Scuderia           | Tempo    | Gap    |
| --- | -- | -------------------- | ------------------ | -------- | ------ |
| 1   | 2  | Rubens Barrichello   | Ferrari            | 1:20.089 | —      |
| 2   | 3  | Juan Pablo Montoya   | Williams - BMW     | 1:20.620 | +0.531 |
| 3   | 1  | Michael Schumacher   | Ferrari            | 1:20.637 | +0.548 |
| 4   | 8  | Fernando Alonso      | Renault            | 1:20.645 | +0.556 |
| 5   | 10 | Takuma Satō          | BAR - Honda        | 1:20.715 | +0.626 |
| 6   | 9  | Jenson Button        | BAR - Honda        | 1:20.786 | +0.697 |
| 7   | 6  | Kimi Räikkönen       | McLaren - Mercedes | 1:20.877 | +0.788 |
| 8   | 4  | Antônio Pizzonia     | Williams - BMW     | 1:20.888 | +0.799 |
| 9   | 7  | Jarno Trulli         | Renault            | 1:21.027 | +0.938 |
| 10  | 5  | David Coulthard      | McLaren - Mercedes | 1:21.049 | +0.960 |
| 11  | 16 | Ricardo Zonta        | Toyota             | 1:21.520 | +1.431 |
| 12  | 14 | Mark Webber          | Jaguar - Cosworth  | 1:21.602 | +1.513 |
| 13  | 17 | Olivier Panis        | Toyota             | 1:21.841 | +1.752 |
| 14  | 15 | Christian Klien      | Jaguar - Cosworth  | 1:21.989 | +1.900 |
| 15  | 11 | Giancarlo Fisichella | Sauber - Petronas  | 1:22.239 | +2.150 |
| 16  | 12 | Felipe Massa         | Sauber - Petronas  | 1:22.287 | +2.198 |
| 17  | 18 | Nick Heidfeld *      | Jordan - Ford      | 1:22.301 | +2.212 |
| 18  | 19 | Giorgio Pantano      | Jordan - Ford      | 1:23.239 | +3.150 |
| 19  | 20 | Zsolt Baumgartner    | Minardi - Cosworth | 1:24.808 | +4.719 |
| 20  | 21 | Gianmaria Bruni      | Minardi - Cosworth | 1:24.910 | +4.821 |

- Nick Heidfeld venne retrocesso all'ultimo posto per aver cambiato il motore durante le prove del venerdì.

## Gara
Resoconto
La gara inizia con un meteo molto incerto, Schumacher va in testacoda alla partenza per un contatto con Button ritrovandosi al quindicesimo posto; Barrichello invece, partito con gomme intermedie, inizia ad incrementare il proprio vantaggio portandosi a sette secondi di vantaggio su Alonso, poco dopo lo spagnolo lo passa e Barrichello rientra ai box iniziando una strategia a tre soste.
Intorno al 7° giro Schumacher si ritrova in undicesima posizione mentre Alonso comanda la gara davanti a Button, Montoya, Raikkonen, Sato e Klien, al decimo giro molti piloti iniziano ad andare ai pit-stop tra cui proprio Alonso, seguito da molti altri del gruppo di testa, al 13° giro Schumacher si ritrova settimo dopo aver passato Webber mentre Raikkonen è costretto al ritiro a causa di un problema al motore. Al 29° giro Barrichello effettua la sua seconda sosta scendendo dal quarto al sesto posto.
Al 31° giro la Minardi di Bruni va a fuoco nella sua sosta ai box senza conseguenze gravi per nessuno, due giri più tardi rientrano in contemporanea Alonso, Montoya e Sato, consentendo a Schumacher e a Barrichello di ottenere il secondo e terzo posto, che diventa primo e secondo dopo la sosta del leader Button al 34° giro.
Al 36° giro è Schumacher che rientra per la sua seconda e ultima sosta, lasciando a Barrichello la leadership della gara, il brasiliano, consapevole di dover fare ancora una sosta, inizia a segnare una serie di giri più veloci in gara al fine di incrementare il vantaggio sugli avversari, la tecnica funziona e al 42° giro fa la sua terza sosta rimanendo in prima posizione. Al 43° passaggio Schumacher passa Button portandosi in seconda posizione e concludendo poi in questo ordine la gara.
Barrichello vince per la settima volta in carriera, la prima nel Campionato 2004, con Schumacher secondo la Ferrari mette a segno l'ottava doppietta in stagione nel giorno della 700° partenza in F1 nella storia della scuderia italiana, ad oggi questa è l'ultima doppietta segnata  in gara dalla Ferrari nel proprio Gran Premio di casa. In questo weekend la BAR, con il terzo posto di Button ed il quarto di Sato scavalca la Renault nella lotta al secondo posto nel mondiale costruttori, il team francese esce sconfitto dal weekend italiano con Alonso ritirato (al 40° giro a causa di un contatto avuto con Button e Schumacher) e Trulli fuori dai punti; doppi punti per la Williams con Montoya quinto e Pizzonia settimo, punti che consentono al team di incrementare il proprio vantaggio sulla McLaren a punti con il solo Coulthard, l'ultimo posto valido per i punti è invece ad appannaggio di Fisichella che chiude una gara di rimonta dopo essere partito dalla quindicesima posizione.
Risultati
| Pos      | No | Pilota               | Scuderia/Motore    | Giri | Tempo/Ritiro               | Griglia | Punti |
| -------- | -- | -------------------- | ------------------ | ---- | -------------------------- | ------- | ----- |
| 1        | 2  | Rubens Barrichello   | Ferrari            | 53   | 1:15:18.448                | 1       | 10    |
| 2        | 1  | Michael Schumacher   | Ferrari            | 53   | +1.347                     | 3       | 8     |
| 3        | 9  | Jenson Button        | BAR - Honda        | 53   | +10.197                    | 6       | 6     |
| 4        | 10 | Takuma Satō          | BAR - Honda        | 53   | +15.370                    | 5       | 5     |
| 5        | 3  | Juan Pablo Montoya   | Williams - BMW     | 53   | +32.352                    | 2       | 4     |
| 6        | 5  | David Coulthard      | McLaren - Mercedes | 53   | +33.439                    | 10      | 3     |
| 7        | 4  | Antônio Pizzonia     | Williams - BMW     | 53   | +33.752                    | 8       | 2     |
| 8        | 11 | Giancarlo Fisichella | Sauber - Petronas  | 53   | +35.431                    | 15      | 1     |
| 9        | 14 | Mark Webber          | Jaguar - Cosworth  | 53   | +56.761                    | 12      |       |
| 10       | 7  | Jarno Trulli         | Renault            | 53   | +1:06.316                  | 9       |       |
| 11       | 16 | Ricardo Zonta        | Toyota             | 53   | +1:22.531                  | 11      |       |
| 12       | 12 | Felipe Massa         | Sauber - Petronas  | 52   | +1 giro                    | 16      |       |
| 13       | 15 | Christian Klien      | Jaguar - Cosworth  | 52   | +1 giro                    | 14      |       |
| 14       | 18 | Nick Heidfeld        | Jordan - Ford      | 52   | +1 giro                    | 20      |       |
| 15       | 21 | Zsolt Baumgartner    | Minardi - Cosworth | 50   | +3 giri                    | 19      |       |
| Ritirato | 8  | Fernando Alonso      | Renault            | 40   | Testacoda                  | 4       |       |
| Ritirato | 19 | Giorgio Pantano      | Jordan - Ford      | 33   | Incidente                  | 17      |       |
| Ritirato | 20 | Gianmaria Bruni      | Minardi - Cosworth | 29   | Incendio                   | 18      |       |
| Ritirato | 6  | Kimi Räikkönen       | McLaren - Mercedes | 13   | Motore                     | 7       |       |
| Ritirato | 17 | Olivier Panis        | Toyota             | 0    | Collisione con A. Pizzonia | 13      |       |

## Classifiche

### Piloti
| Pos. | Pilota               | Punti |
| ---- | -------------------- | ----- |
| 1    | Michael Schumacher   | 136   |
| 2    | Rubens Barrichello   | 98    |
| 3    | Jenson Button        | 71    |
| 4    | Jarno Trulli         | 46    |
| 5    | Fernando Alonso      | 45    |
| 6    | Juan Pablo Montoya   | 42    |
| 7    | Kimi Räikkönen       | 28    |
| 8    | David Coulthard      | 24    |
| 9    | Takuma Satō          | 23    |
| 10   | Giancarlo Fisichella | 19    |
| 11   | Ralf Schumacher      | 12    |
| 12   | Felipe Massa         | 10    |
| 13   | Mark Webber          | 7     |
| 14   | Olivier Panis        | 6     |
| 14   | Antônio Pizzonia     | 6     |
| 16   | Christian Klien      | 3     |
| 16   | Cristiano da Matta   | 3     |
| 16   | Nick Heidfeld        | 3     |
| 19   | Timo Glock           | 2     |
| 20   | Zsolt Baumgartner    | 1     |

### Costruttori
| Pos. | Team               | Punti |
| ---- | ------------------ | ----- |
| 1    | Ferrari            | 234   |
| 2    | BAR - Honda        | 94    |
| 3    | Renault            | 91    |
| 4    | Williams - BMW     | 60    |
| 5    | McLaren - Mercedes | 52    |
| 6    | Sauber - Petronas  | 29    |
| 7    | Jaguar - Cosworth  | 10    |
| 8    | Toyota             | 8     |
| 9    | Jordan - Cosworth  | 5     |
| 10   | Minardi - Cosworth | 1     |